# Тавадзе, Давид Элизбарович
Давид Элизбарович Тава́дзе (1916—1979) — участник Великой Отечественной войны, командир эскадрильи, Герой Советского Союза.

## Биография
Родился 25 марта (8 апреля — по новому стилю) 1916 года в селе Ацана ныне Ланчхутского района Грузии в рабочей семье. Грузин. Проживал в Батуми. Окончил 9 классов, занимался в местном аэроклубе. После школы работал на производстве.
В Красную армию мобилизован в 1937 году. В 1938 году закончил Херсонскую военную авиационную школу лётчиков. Служил инструктором-лётчиком в Сталинградском военном авиационном училище лётчиков. В 1943 году вступил в ВКП(б).
В 1942 году попал на фронт. Принимал участие в боевых действиях на Ленинградском, Сталинградском, Северо-Кавказском, 4-м Украинском и 2-м Прибалтийском фронтах.
Участвовал в уничтожении котельниковской группировки фашистов под Сталинградом, срыве генеральной атаки противника на участке десантной группы 18-й армии в районе села Мысхако (Краснодарский край), прорыве обороны «Голубой линии» на Северном Кавказе, в штурмовых операциях в Крыму, в освобождении Прибалтики, в боях на Курляндском полуострове.
28 ноября 1942 года в составе группы штурмовиков экипаж Давида Тавадзе выполнял задание по уничтожению аэродрома «Питомник» на территории современной Волгоградской области. При подходе к цели лётчики обнаружили 15 транспортных самолётов неприятеля под прикрытием двух звеньев истребителей, десять «Юнкерсов» уже находились на земле под разгрузкой. После эффективной бомбардировки, штурмовики атаковали неприятеля в воздухе. Тавадзе лично сбил два самолёта.
За 22 боевых вылета в сражениях под Сталинградом Тавадзе получил первый орден Красного Знамени.
19 апреля 1944 года, выполняя задание в окрестностях Севастополя, был ранен, но несмотря на это выполнил боевую задачу.
В 1944 году в звании капитана командовал эскадрильей 190-го штурмового авиационного полка 214-й штурмовой авиационной дивизии 8-й воздушной армии 4-го Украинского фронта. К этому времени на самолёте Ил-2 совершил 109 боевых вылетов, сбил 7 самолётов противника.
Ушёл в запас в 1946 году в звании майора.
После войны жил в Сухуми. Скончался 20 июня 1979 года, похоронен на Лечкопском кладбище Сухуми.

## Награды
19 августа 1944 года Указом Президиума Верховного Совета СССР за образцовое выполнение боевых заданий, мужество, отвагу и геройство капитан Тавадзе Давид Элизбарович удостоен звания Героя Советского Союза с вручением ордена Ленина и медали «Золотая Звезда» за номером 5378.
Награждён также тремя орденами Красного Знамени, орденом Александра Невского, Отечественной войны 1-й степени, различными медалями.